# Вакуленко, Владимир Владимирович
Владимир Владимирович Вакуленко (укр. Володимир Володимирович Вакуленко; 1 июля 1972, Капитоловка, Харьковская область — не ранее 24 марта 2022 и не позднее 12 мая 2022, Изюмский район, Харьковская область) — украинский общественный деятель, прозаик, поэт, переводчик. Автор тринадцати книг, лауреат литературных премий.
С 2010 года был редактором Википедии. Убит в 2022 году, во время оккупации его родного села Капитоловка российскими войсками. Его тело было найдено в одном из массовых захоронений под Изюмом.  Позднее был похоронен в Харькове.

## Биография
Родился 1 июля 1972 года в селе Капитоловка Изюмского района Харьковской области. С 1979 по 1987 год учился в Капитоловской средней школе, с 1987 по 1989 год — в Краснооскольской ООШ. В 1989—1990 годах учился в Изюмском СПТУ № 24 по специальности «повар-кондитер». Официально пошёл работать в 1990 году, сначала как работник кухни, дальше приобретал разные специальности от грузчика до ремонтника квартир. С января 1991 года по август 1992 года служил в рядах Советской армии, где получил инвалидность и был комиссован незадолго до демобилизации. Разведён, есть два сына от первого и второго браков — Владислав и Виталий.
Писать начал еще в детстве, с 2001 года печатался в изюмской, константиновской Донецкой области, львовской, киевской, запорожской, ровенской, тернопольской, винницкой, закарпатской, краматорской, донецкой, луганской и харьковской прессе.
С 2003 по 2006 год входил в изюмское литобъединение «Кремянец», а в 2005 был членом константиновского литобъединения «Прометей». В 2005—2006 годах был заместителем председателя литобъединения «Кременец» города Изюма, где был главным редактором детско-подростковой газеты «Криница». В сети автор появился в конце 2005 года.
Подготовил к печати и издал альманах «Изюмская гора» (2007), куда вошли и его произведения. Одним из первых крупных проектов автора стал 30 номер журнала «Четверг» (тема «Готика»). Январь-июль 2009 года — главный редактор журнала переводов «DzeRkaLo».
Корреспондент журнала «Художественные грани» (2009). Координатор и составитель нескольких журналов и альманахов. Соорганизатор литературных проектов, вышедших в свет. Печатался в антологиях, альманахах и журналах. Произведения переводились на крымскотатарский, белорусский, немецкий, английский, эсперанто и русский языки.
Участник Евромайдана в 2014 году. В ходе акций протеста его ранили провокаторы в Мариинском парке в Киеве. С 2015 года занимался волонтёрством, бывал в горячих точках АТО.

## Дневник оккупации
После освобождения села коллеги Вакуленко нашли его дневник, закопанный в саду за день до его похищения российскими военными. После расшифровки трёх десятков рукописных писем родители должны были принять решение о публикации текста — сам писатель просил отдать его людям, «когда наши придут». Дневник дает "уникальное, детальное представление об ужасах оккупации". В дневнике Вакуленко описал развитие событий вокруг села с начала российского вторжения. Разрывы бомб и ракет становились все ближе и ближе. Электричество, интернет и мобильная связь отключились. Люди прятались в подвалах и за двумя стенами в коридоре. Магазины не работали. 7 марта 2022 года россияне вошли в село. Солдаты "выглядели голодными и дезориентированными", с просроченными сухпайками. В дневнике Вакуленко предвидел свой арест из-за проукраинских взглядов. Дневник Вакуленко хранится в Харьковском литературном музее.

## Гибель
В конце марта 2022 во время вторжения России на Украину село Капитоловка Изюмского района Харьковской области, где жил Вакуленко, оккупировали российские войска. По словам бывшей супруги Владимира Ирины Новицкой, оккупанты похитили Вакуленко по доносу. Последующие места пребывания его и сына Виталия были неизвестны. Полиция возбудила уголовное дело по факту похищения. Последний раз на связь Владимир выходил 7 марта 2022 года.
После освобождения села коллеги Вакуленко нашли его дневник, закопанный в саду за день до похищения. После расшифровки трёх десятков рукописных писем родители должны были принять решение о публикации текста — сам писатель просил отдать его людям, «когда наши придут».

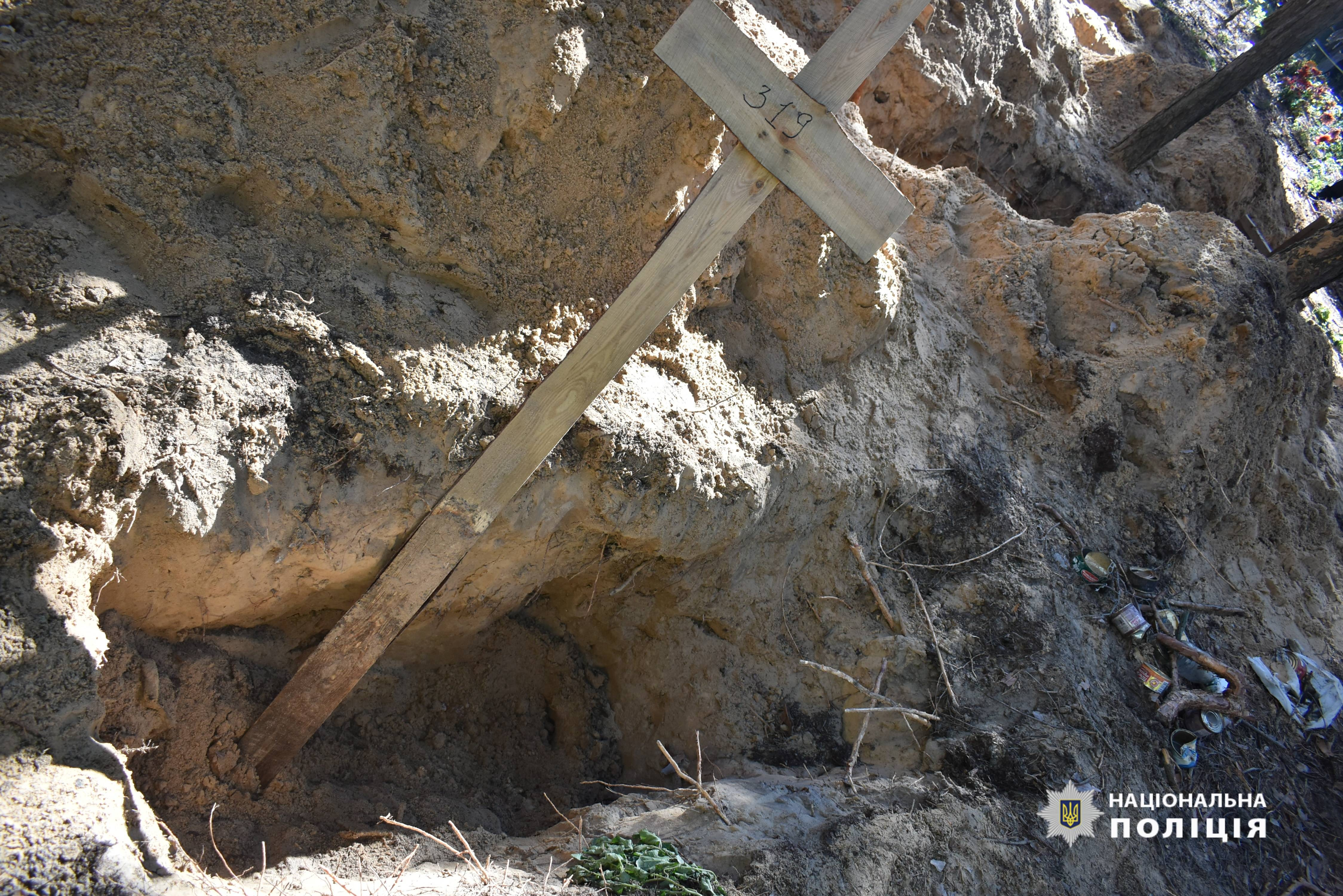
Место захоронения № 319 в Изюме

После того как ВСУ освободили Изюм, в городе обнаружили место массового захоронения. По состоянию на начало сентября там нашли более четырёхсот тел. Погребение проводила местная ритуальная служба, она же вела журнал с данными об убитых российскими военными местных жителях. В журнале под номером 319 были указаны данные Вакуленко.
Сначала правоохранители отрицали эту информацию, 20 октября в эфире «Единых новостей» спикер прокуратуры Харьковщины заявил, что под номером 319 было обнаружено тело неизвестной женщины.
Однако расследователи Национальной общественной телерадиокомпании Украины нашли фото тела № 319, сделанное перед погребением. На нем были простреленные документы Владимира Вакуленко, также была видна татуировка на руке, похожая на ту, что была у писателя. В конце ноября данные о гибели Вакуленко были подтверждены ДНК-экспертизой.
Расследованием гибели Вакуленко занимались правозащитная организация Truth Hounds и украинская писательница Виктория Амелина.

## Творческое наследие

### Печатные издания
Автор книг:
1. «Монограмота», АС «ASW», Львов, 2008. Поэзия, 40 в.[17] .
2. «Вы … нет», АС «Scotch», Харьков, 2011. Сборник антицензурной поэзии
3. «Солнечная семья», Издательство «Новая Детская Литература», Киев, 2011. Сборник детских стишков и сказочек (дополнена и переиздана в новой редакции при содействии ОО «Социнтел» на базе издательств «Точка» и «Мадрид» (г. Харьков)), по принципам универсального дизайна адаптированного для детей с тяжелыми нарушениями зрения[18]
4. "Мы, Провинция! ", «Шаг» (Серия «Pixels»)., — 160 с., Тернополь, 2012, ISBN 978-617-692-076-2, Поэзионная ритмика раннего нонконформистического периода (1998—2006). 48 ст.
5. «Папина книга», Издательство Старого Льва, Львов, 2014, ISBN 978-617-679-055-6 . Детские стишки[19] (в 2020 году озвучена и изложена для свободного прослушивания[20])
6. «Heart Attack for Gourmens: Wariat’s Diary», Amazon Kindle, 2016. Избранные части из романа «Инфаркт для гурманов. Дневник сумасшедшего»
7. «Ukrainian Fairy Tales for Little Patriots», Amazon Kindle, 2016. Сказки
8. «Инфаркт для гурманов. Дневник сумасшедшего», ПВД «Твердыня», Луцк, 2016, ISBN 978-617-517-247-6 . Проза[21]
9. «Святославова Сварга». «Лира-К», Киев, 2016, ISBN 978-617-7320-69-1 . Поэзия[22] .
10. «УБД-реинкарнация». «Лира-К», Киев, 2017, ISBN 978-617-7507-26-9 . Контрлитературный коктейль поэзии[23] .
11. «Кукшиные ключи». ПОГ «Социнтел» совместно с издательством «Точка», Харьков, 2019. Литературно-художественное издание адаптировано для детей младшего школьного возраста с тяжелыми нарушениями зрения по принципам универсального дизайна[24]
12. «Три заснеженных истории». ЧП «Балюк И. Б.» Винница, 2021, ISBN 978-617-530-162-3 . Сказки[25] .
13. «Король вирусов Ковид». ПОГ «Социнтел» совместно с издательством «Точка», Харьков, 2021. Литературно-художественное издание адаптировано для детей младшего школьного возраста с тяжелыми нарушениями зрения по принципам универсального дизайна[26] .

### Отдельные проекты
Альманах «Изюмская Гора» (2007). Составитель и редактор — Владимир Вакуленко-К., ответственный за выпуск — Олег Дук, Львов, издательство «Сполом», 2007.
Журнал текстов и видения «Четверг» № 30. Готика. (2008) Автор идеи, руководитель проекта — Владимир Вакуленко-К. Главный редактор — Юрий Издрык . Львов, издательский проект художественного объединения «Дзига», издательство «Пирамида», 2008 год.
Дискуссионный журнал переводов «Dzerkalo». (2009) Главный редактор Владимир Вакуленко-К. м. Ровно. Журнал создан на базе журнала «Художественные грани» .
- Зеленое (первое) число (украинско-русский) Переводчики: Сергей Мисько — Николаевская область; Олесь Барлиг — м. Запорожье; Юрий Ганошенко — м. Запорожье; Александр Колесник — м. Запорожье; Татьяна Савченко — м. Запорожье; Ирина Дементьева — Львовской область; Владимир Вакуленко-К — Львовская область[29] ;
- Красное (второе) число (украинско-английский) ; Ирина Дементьева — Львовская область; Ирина Шувалова — м. Киев; Антонина Анитратенко — м. Черновцы ; Андрей Деревенко — м. Львов; Сергей Мисько — Николаевская область ; Наталья Демова — м. Львов ; Лущевская Оксана — США ; Наталья Пасечник — Тернопольская область ; Тарас Малкович — м. Киев[30] ;
- Готовилось к печати Желтое (третье) число (украинско-польский), но за неимением средств остался только сверстанным. Переводчики: Альбина Позднякова — м. Львов ; Дана Рудык — Польша ; Антонина Анитратенко — м. Черновцы ; Светлана Васильченко — м. Одесса ;

Восточноукраинская антология «Кальмиус» (Краматорск, 2017). Составитель, составитель, соредактор — Владимир Вакуленко-К. Редактор — Ирина Новицкая. Дизайн, художник — Мария Козыренко. Руководитель издательского проекта — Виталий Зарицкий. Компьютерный дизайн — Елена Щербина., издательство «Лира-К» (г. Киев). Тираж — 300 экз. ISBN 978-617-7507-85-6 . .
Серия книг проекта «Звезды на ладонях» создана для детей с тяжелыми нарушениями зрения по принципам универсального дизайна (рельефно-точечным шрифтом и обычным шрифтом для слабовидящих)
Начиная с первой половины 2019 года при содействии ОО «Социнтел» (на базе издательств «Точка» и «Мадрид») (г. Харьков) в рамках серии книг «Звезды на ладонях» были созданы и изданы книги авторов: Вакуленко-К. Владимира «Кроваткие ключи», «Солнечковая семья», «Король вирусов Ковид»; Ирины Мацко «Узелок сказок»; подарочный сборник сказок «Насыпала Зима снежинок на ладошки» ; Софии Живолуп «Терновые пути Калинового края» ; Натальи Бонь «Цветные небелицы» ; совместно с диаспорой украинцев в Венгрии сборника «Сказочный чудосвет» (ISBN 978-615-00-8937-9) и «Белорусские сказки» (ISBN 978-615-01-0075-3) ; большая книга для мальчиков "Вперед, поехали! " и девочек «Вышивала я рубашку».
Антология белорусской поэзии «Жыве Беларусь! За нашу и вашу свободу! » Антология вышла в бумажном и электронном виде (Защищенная версия. распространялась на Крым и Белоруссию бесплатно). В издание вошли переводы белорусских авторов на украинский, крымскотатарский, литовский, идиш-белорусский, латышский и польский .

## Общественная и литературная деятельность
Участник Революции достоинства, был ранен в Мариинском парке 18 февраля 2014 года во время столкновения с «титушками». Свободный волонтёр с начала 2015 года. С декабря 2015 по март 2016 года был волонтёром на базе Правого сектора «Основа» в Харькове. В апреле 2016 года некоторое время был на передовой близ Марьинки, но не как военный. Впоследствии на волонтерских началах обустраивал родную деревню.
Координатор и организатор ряда фестивалей и акций, участник поэтических чтений. Участвовал в чтениях и организовывал акции на 3-5, 7, 8 Международных литературных фестивалях в рамках 15-17, 19, 20 Форумах Издателей во Львове. Участвовал в турне-презентаций «Папочной Книги» (Стрый, Тернополь, Броды, Новое Село, Комарно, Краматорск, Херсон, Львов, Капитоловка, Изюм, Оскол, пгт. Лазурное (2015—2017)). Организатор неполитической акции протеста против языкового проекта закона Колесниченко-Кивалова во Львове, Соорганизатор (совместно с Галиной Пагутяк) акции памяти погибшим на Майдане «Точка кипения. Львов. Баррикады. Майдан.» (Львов, 2015). Организатор патриотического литературно-художественного фестиваля-акции «Слобожанская РефорNация» (Харьков, 2016) в честь 3-й годовщины Революции достоинства. Организатор и модератор Первого детского литературного фестиваля Изюмщины и Донбасса «Сказки под мирным небом». С мая 2017 года началась работа над проектом «Слобожанская РефорNация» в городе Изюме, Харьковской области, в районных центрах города и в ближних городах Донбасса. В рамках проекта автор организовывал встречи с известными художниками — Романом Колядой (совместное выступление) (в городе Изюме), Еленой Максименко (в городе Изюме и в селе Вернополье); Сергеем Гридиным, Ириной Мацко, Сашей Дерманским (г. Святогорск, г. Изюм, и в селах Капитоловцы и Осколи, что на Изюмщине), совместная презентация антологии «Кальмиюс» с Марией Козыренко и Александром Олейником (в селе Камянке), презентации творчества Оксаны и Соломейки Мазур (г. Изюм, и в селах Капитоловцы и Осколи), презентация книги Марко Терен «Ветра голоса» (г. Изюм), презентация книги Никиты Лукаша «Мешок историй Мишковинки» (пгт. Боровая, г. Изюм). Организатор литературно-книжного моста «Монреаль — Донетчина» (2018 год). В 2019 году при содействии ОО «Социнтел» на базе издательств «Точка» и «Мадрид» (Харьков) начал работать над проектом «Звезды на ладошках» для детей с тяжелыми нарушениями зрения по принципам универсального дизайна.

## Знаки отличия
Награды: «Серебряный трезубец» к 20-летию Независимости Украины за стихотворение «Спас веков» (2011) и Международного фестиваля поэзии «Terra poetica» (2014) за стихотворение «Сон».
Лауреат конкурса патриотической поэзии «Золотой Трезубец» (2-е место) (2011); Лауреат международной литературной премии имени Олеся Ульяненко за роман «Кладбище сердец» (в дополненном варианте известный как «Инфаркт для Гурманов») опубликован в сокращенном варианте в журнале «Курьер Кривбасса» № 246/247 за 2010) 2012); Лауреат Всеукраинского конкурса имени Леся Мартовича (номинация «Поэзия») за 2014 год; Лауреат Международного конкурса «Коронация слова» (Специальное отличие от международного поэтического фестиваля «Терра Поэтика» в номинации «Песенная лирика») за 2014 год; Лауреат литературного конкурса среди писателей Украины «Украинская революция 1917—1921 годов» (За сборник стихов «УБД-реинкарнация») за 2018 год; Лауреат I Всеукраинского фестиваля-конкурса «Поэтический десант в Славянске» (номинация «Детская тема в поэзии») за 2019 год; Лауреат первой ступени харьковского областного литературного конкурса им А. С. Масельского в номинации «Новелистика» 2020 года, второй степени «Проза» 2019 года, лауреат третьей степени 2020 года и дипломант в номинации «Поэзия» 2019 года; Дипломант конкурса «Гранослов-2016».